# Каменный Брод (Челно-Вершинский район)
Ка́менный Брод — село в Челно-Вершинском районе Самарской области, административный центр сельского поселения Каменный Брод.

## География
Находится на расстоянии примерно 25 километров по прямой на север-северо-восток от районного центра села Челно-Вершины.

## История
Село было основано в 1921 году переселенцами из села Старая Таяба Чистопольского уезда Казанской губернии.

## Население
Постоянное население составляло 807 человек (русские 64%, чуваши 29%) в 2002 году, 766 в 2010 году.